# Abdallah ben Khalifa
Abdallah ben Khalifa (né le 12 février 1910 à Unguja et mort le 1er juillet 1963 à Unguja) est le 10e Sultan de Zanzibar de 1960 à 1963.

## Biographie
Abdallah ben Khalifa naît en 1910 de Khalifa bin Harub (1876-1960), 9e sultan de Zanzibar, et de son épouse Matuka bint Hamud, fille du sultan Hamoud ibn Mohammed. Cela fait d'Abdullah un membre de la puissante famille des Al Saïd, en tant qu'arrière-arrière-petit-fils de Saïd ben Sultan al-Busaïd, dernier sultant d'Oman, Mascate et Zanzibar unifiés. 
Abdallah ben Khalifa hérite du sultanat de Zanzibar après la mort de Khalifa en 1960, et monte sur le trône le 9 octobre. Il conserve cette position jusqu'à sa propre mort le 1er juillet 1963, à cause de complications dues à un diabète.
Il épouse sa cousine Tohfa bint Ali, fille du sultan Ali bin Hamud, et ensemble ils donnent naissance à Jamshid ben Abdallah qui hérite du sultanat après la mort de son père.

## Descendance
Abdallah ben Khalifa et sa femme Tohfa bint Ali ont plusieurs enfants dont:
- Jamshid ben Abdallah, sultan de Zanzibar
- Sughiya bint Abdallah, princesse de Zanzibar
- Sindiya bint Abdallah, princesse de Zanzibar
- Mohammed ben Abdallah, prince de Zanzibar
- Shariffa bint Abdallah, princesse de Zanzibar
- Harub bin Abdallah, prince de Zanzibar